# Mohamed Omar
Mohamed Omar (som ingick i födelsenamnet men numera är en pseudonym), född 7 juni 1976 i Uppsala, är en svensk kulturskribent, poet och tidigare chefredaktör för tidskriften Minaret. 
Omar har medverkat som krönikör, essäist och recensent i Axess, Dagens Nyheter, Expo, Folket i Bild/Kulturfront, Judisk Krönika, Kyrkans Tidning, Ordfront Magasin, Sydsvenska Dagbladet och Upsala Nya Tidning. Han framträdde tidigare i radio i program som Tankar för dagen och Obs! i Sveriges Radio P1 samt i Radio Uppland.
Omar är även kännare av Ivan Aguélis liv och konst och har medverkat i en antologi utgiven av Prins Eugens Waldemarsudde. Han driver det egna bokförlaget Aguéli förlag.

## Bakgrund och namn
Mohamed Omar föddes 1976 i Uppsala som son till Margareta, född Råbock i Brunflo, och en iranier, enligt Omar själv, bosatt i Teheran. Han växte upp med sin mor och en adoptivfar från Kenya med efternamnet Omar, som modern gifte sig med när Mohamed Omar var spädbarn.
Han har ändrat såväl förnamn som efternamn flera gånger i folkbokföringen. År 2013 tog han sin mors födelsenamn Råbock, och 2022 tog han namnet Andersson som sedan nya namnlagens ikraftträdande 2017 är ett fritt namn. Som privatperson har han i tur och ordning gått från namn som Jonas Omar, Eddie Omar, Eugen Omar, Eddie Råbock och Lars Råbock till Lars Andersson.

## Biografi
Som sextonårig konverterade han 1992 till islam och med anledning av det tog han senare bort Jonas som förnamn. Han gav ut sin första diktsamling som nittonåring, år 1995, på Baran förlag, men den egentliga debuten skedde hösten 2005 med diktsamlingen Tregångare på Ruin förlag, som belönades av Samfundet De Nio, nominerades till Borås Tidnings debutantpris och hedrades med Uppsala kommuns kulturstipendium. År 2006 utkom diktsamlingen i en pocketupplaga efter en för lyrik ovanlig säljframgång.
Omar var 2006 till december 2008 chefredaktör för tidskriften Minaret, då han fick sluta på grund av att han torgförde alltför extrema tolkningar av islam. Omar undertecknade 2007 det internationella Ammanbudskapet, som syftar till att motverka extrema tolkningar av religionen genom tolerans och enhet, men inledde ett par år därefter en period influerad av radikal islamism.

## Radikal islamism och antisemitism 2009–2012

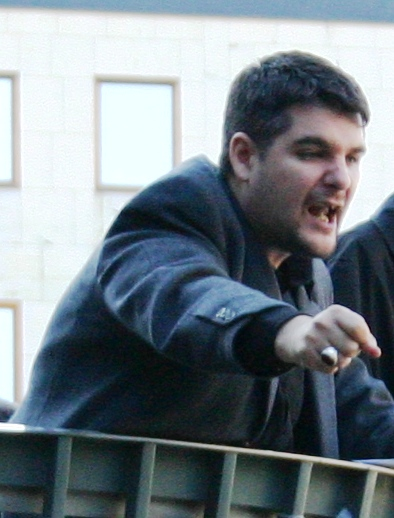
Mohamed Omar som talare och organisatör i en antisemitisk/antisionistisk demonstration den 20 september 2009 i Stockholm.

Omar väckte uppmärksamhet då han i en artikel i Expressen den 9 januari 2009 skrev att han, till följd av konflikten på Gazaremsan 2008–2009, nu istället kallade sig "radikal muslim" och förklarade sig vara anhängare till de islamistiska rörelserna Hamas och Hizbollah samt den shia-islamiska republiken Iran. I samma artikel beskrev han Ruhollah Khomeini, ledare för den islamiska revolutionen i Iran och senare landets statsöverhuvud, som en "förebild för de islamiska motståndsrörelserna".
Omar, som fram till 2009 var medlem i Svenska PEN, lämnade densamma under åberopande av att den skulle utgöra "en liberalimperialistisk, pro-sionistisk och antiislamisk organisation".
Omar uttryckte i nyhetsprogrammet Aktuellt den 28 januari 2009 sin syn på Israel och islamismen i Sverige, och sade där att det "stora hotet" i samhället "idag är sionisterna". Han pekade även ut riksdagsledamoten Fredrick Federley som en del av en svensk sionistisk elit som gett pengar till "den israeliska mordmaskinen", en elit som Omar menade borde kartläggas istället för radikala islamister i Rosengård.
I samband med denna ideologiska vändning frekventerade och samarbetade Omar med en rad extrema politiska rörelser personligen och publicistiskt. I en intervju i det nationaldemokratiska organet Nationell Idag pekade Omar ut Amnesty som en sionistisk organisation, och kallade Expos Magnus Sandelin en "sionistisk springpojke". Vidare sade han till Expo att han är skeptisk till fascismen på grund av dess anti-islamiska delar men att han ser många bra saker med högerextremismen och har mycket gemensamt med de högerextrema, bland annat att de också "tror på anden" och delar hatet mot "den moderna världen".
Han blev god vän med nazist-anhängaren och förintelseförnekaren Ahmed Rami på Radio Islam och gjorde flera intervjuer ihop där de diskuterade rasistiska teorier om judendomen.
I en intervju i Aftonbladet i april 2009 betecknade han homosexualitet som en "sjukdom". "Botemedlet" mot detta, liksom mot feminism, skulle, enligt Omar, vara islam. Som en följd av dessa offentliga åsiktspositioneringar förknippades Omar även med radikalkonservativa strömningar. Själv definierade han sig emellertid inte som högerradikal, utan föredrog epitetet "traditionalist". I radioprogrammet Kaliber den 1 november 2009 sändes en intervju med Omar, i vilken han förklarade att det fanns planer på att bilda ett antisionistiskt politiskt parti. I Omars antisionistiska nätverk ingick en grupp från extremhögern, ett antal radikala muslimer men även judiska Lasse Wilhelmson med bakgrund i 68-vänstern.
Precis innan sin omvändelse angrep han Svenska muslimer för fred och rättvisas förbundsordförande Yasri Khan för att dessa hade arrangerat en manifestation för religionsfrihet med Kristna Fredsrörelsen och deras gemensamma projekt Salaams Vänner på Almedalen. Han anklagade även organisationen för att ha en hemlig agenda.
Han var också en av initiativtagarna till en progressiv moské i Uppsala, som omskrivits bland annat på grund av planer på könsblandad bön och tolerans mot homosexuella.

### Uppgörelse
Så småningom valde Omar att lämna de radikalt islamistiska rörelserna, slutade att beteckna sig som islamist och vände över i kritik mot islamisk fundamentalism i allmänhet och wahhabismen i synnerhet.
I en artikel i tidningen Folket i Bild/Kulturfront, år 2012, tog Omar avstånd från antisemitismen och islamismen och uppgav att han numera accepterar den nazistiska förintelsens autenticitet. Omar skrev 2013 en skrift för att förklara varför han lämnade islamismen.
Omar riktade i småskriften En opieätares bekännelser (s. 21–22) en särskild ursäkt till judar:
| ” | I denna bekännelseskrift vill jag ännu en gång be om ursäkt för att jag har torgfört antisemitiska idéer. Denna ursäkt riktar jag särskilt till alla judar. Det var fel av mig att för min egen, egoistiska själsliga kamps skull såra judars känslor och bidra till att underblåsa antisemitismen. Jag erkänner att jag genom att på olika sätt hjälpa spridningen av judehat och förintelseförnekelse har gjort bort mig. | „ |

## Senare liv
Efter uppgörelserna återupptog Omar sin verksamhet som diktare genom att publicera ett antal dikter i nättidskriften Rymden. En diktsamling publicerades i september 2013 på Björkmans förlag och ytterligare en diktsamling år 2015, Natt öfver Upsala, på Aguéli förlag.
I början av sin omvändelse kunde det förefalla som att han skulle röra sig i socialistisk riktning, då han ett tag var associerad med Sveriges kommunistiska parti men det förefaller ha varit en mycket kortvarig fas. Nu tycks han ha intagit en tydlig högerposition och han sitter i redaktionen för bloggen Det Goda Samhället, som räknas till ytterhögern, där han skriver regelbundet. Sedan januari 2016 medverkar han i den socialkonservativa nättidskriften Samtiden som ges ut av Sverigedemokraterna. En tydlig linje på senare tid har varit ett anti-islamistiskt patos, som bland annat visat sig i att han tidigt kritiserade bostadsminister Mehmet Kaplans kopplingar till islamistiska kretsar.
Omar är sedan 2016 inte längre troende muslim. I en intervju med tidningen Samtiden säger han: "Jag är inte längre troende. Så här i efterhand tvivlar jag på att jag någonsin varit troende. Jag trodde att jag trodde eller jag försökte att tro. För mig har resan varit enklare än för dem som föds som muslimer. För mig har det varit en resa både bakåt och framåt i tiden."
Politiskt var Omar 2018 uttalad sverigedemokrat.
Omar driver Youtubekanalerna Antikalifen och (tillsammans med Michaël Lehman) Gluntens Drängar.

## Poesi
Lyriken har varit Omar huvudsakliga verksamhetsfält sedan han debuterade år 1995 med Orientalisk sejd. Från början präglades hans lyrik av Tomas Tranströmer-inspirerad metaforisk stil med orientaliska motiv. Detta är tydligt också i den andra diktsamlingen, genombrottet Tregångare från år 2005 och i Faraos förbannelse från år 2007. Skymning öfver Upsala (2013) och Natt öfver Upsala (2015) markerade en tydlig förändring. Här var de orientaliska motiven nästan helt försvunna och ersatta med Uppsalamotiv. Dikterna hade också blivit längre och kommit närmare den berättande prosan. Av den Tranströmerska metaforstilen var inget kvar.

## Utmärkelser
- 2006: Uppsala kommuns stipendium till kulturarbetare (stipendium för fortbildning, resor, med mera)[44]